# Ашот Габріелян
Ашот Грантович Габрієлян (вірм. Աշոտ Հրանտի Գաբրիելյան, 13 грудня, 1979, село Суренаван, Араратський район) — вірменський поет, головний редактор літературно-публіцистичному журналі «Гарун». З 2007 року член Союзу письменників Вірменії.

## Біографія
З 1997 по 1999 роки служив у Радянській Армії. У 2007 році закінчив філологічний факультет ЄГУ. З 2011 працює в РААН інституті літератури імені М. Абегяна. Збірка віршів «Ангели на кінчику голки» був опублікований 2001 році, а в 2004 році була опублікована збірка «Вірте, тому що не будете вірити». У 2009, 2010, 2011 роках журналом «Гретерт» був удостоєний премій в області поезії, перекладу і риторики.
У 2012 році опубліковано збірник віршів «Кишенькові вірші». У 2011 році в Тбілісі в конкурсі південно-кавказьких молодих поетів, організованому Союзом Письменників Грузії, був удостоєний премії Першого класу.
Є членом редколегії журналу «Граніш».
У 2011 році заснував «Літопедію» — філологічну енциклопедію.

## Переклади
Роботи Ашота Габрієляна перекладені грузинською, перською, сербською та російською мовами.